# ارنان داریو گومز
ارنان داریو گومز (اسپانیایی: Hernán Darío Gómez‎؛ زادهٔ ۳ فوریهٔ ۱۹۵۶) بازیکن سابق و مربی فوتبال اهل کلمبیا است.
از باشگاه‌هایی که در آن بازی کرده‌است، می‌توان به باشگاه فوتبال اتلتیکو ناسیونال اشاره کرد.